# Ferdinando il duro
Ferdinando il duro (Der starke Ferdinand) è un film del 1976 diretto da Alexander Kluge.

## Trama
Ferdinand Rieche è un ex dirigente di polizia che una grande industria ha assunto perché organizzi e sovrintenda alla sicurezza. Ferdinand assolve con entusiasmo il compito: assume e addestra nuovo personale, acquista nuove attrezzature, predispone piani di controllo e di sorveglianza, giunge perfino ad arrestare il più importante dei dirigenti. Licenziato, decide di compiere un attentato per dimostrare l'inadeguatezza dei sistemi di protezione attuati dopo il suo allontanamento.

## Riconoscimenti
- 1976 - Festival di Cannes
  - Premio FIPRESCI[1]